# Federatie van Oud Gereformeerde Gemeenten
De Federatie van Oud Gereformeerde Gemeenten was een soort van koepelorganisatie voor een aantal "vrije" kerkelijke gemeenten van gereformeerde signatuur die tot die tijd niet aan een overkoepelend kerkgenootschap verbonden waren. De federatie werd in 1922 opgericht door zes vrije bevindelijk gereformeerde gemeenten die al wat langer zelfstandig waren. Initiatiefnemer was ds. C. de Jonge uit Den Haag. De zes gemeenten die de federatie vormden, hadden daarvoor deel uitgemaakt van onder meer:
- De Vereenigde Gemeenten (een verband van 10 gemeenten dat rond 1900 bestond)
- De Gereformeerde Gemeenten onder het Kruis (die in 1907 buiten de Gereformeerde Gemeenten bleven)
- De Vrienden der Waarheid (een evangelisatievereniging die ook betrokken was bij de voorgeschiedenis van de Doleantie, waaruit de Gereformeerde Kerken in Nederland zouden ontstaan)

Gemeenten die zich in de loop der tijd bij de federatie aansloten, hadden eveneens een gevarieerde achtergrond. In een aantal gevallen waren dit afsplitsingen van de Gereformeerde Gemeenten, maar ook voorgangers die in de Gereformeerde Gemeenten geen predikant konden worden, kwamen bij de federatie terecht. In 1948 voegden de kerken uit de federatie zich bij de Oud-Gereformeerde Gemeenten, en vormden samen op deze manier de Oud Gereformeerde Gemeenten in Nederland (OGGiN).